# Les Funérailles de Patrocle
Les Funérailles de Patrocle est un tableau peint par Jacques-Louis David en 1778, représentant un épisode de la Guerre de Troie. 

## Contexte
L'antique est à la mode, considéré comme la plus belle forme du nouveau classicisme par l'archéologue allemand Winckelmann qui, avant son installation à Rome, a publié en 1755 ses « Réflexions sur l'imitation des ouvrages grecs » qui représentent, selon lui, « le beau idéal. »
Depuis son arrivée à Rome, David s'emploie d'arrache-pied à étudier l'antique, à copier statues, sarcophages, et reliefs, il  s'efforce de rester au plus près du « but de l'art » défini par Winckelmann avec son esquisse monumentale Combats de Diomède (1776). Les Funérailles de Patrocle en sera l'aboutissement.
Cependant, la discipline supposée « de fer » de l'Académie de France à Rome avec ses exercices obligatoires, s'est relâchée au cours de ces dernières années. Joseph-Marie Vien, nommé directeur, va la reprendre en main avec une vigueur qui lui vaudra la révolte des pensionnaires à partir de 1779, année où David présente son tableau à Paris. Cette même année, le jeune peintre donne des signes de « mélancolie » et Vien l'envoie à Naples .

## Description
C'est une peinture de grande dimension que David expose en septembre 1778 au Palais Mancini de Rome où on admire sa profusion et son sens dramatique. Cette épopée, qu'il a voulue  ambitieuse « dans le goût de Lebrun », conserve un certain baroque avec des traces de style français.  Les personnages y sont innombrables, répartis dans diverses scènes éparpillées sur tout le tableau. La scène la plus nette est au centre, avec Achille et Patrocle au pied du bûcher. Patrocle est mort de la main d'Hector qui reste sur son char à droite. 

## Dessin du tableau
Un dessin préparatoire de (33 × 75,5) a été réalisé en 1774 par le peintre. Il est actuellement conservé au musée du Louvre. La fresque elle-même, un temps disparue, n'a été retrouvée qu'en 1972 et acquise par la Galerie nationale d'Irlande.